# Denis Boucher
Pour les articles homonymes, voir Boucher.
Denis Boucher (né le 7 mars 1968 à Lachine, Québec, Canada) est un ancien joueur québécois des Ligues majeures de baseball. Lanceur gaucher, il a évolué comme partant et comme releveur pour les Blue Jays de Toronto, les Indians de Cleveland et les Expos de Montréal. Il devient en 1991 le premier athlète québécois en près de vingt ans à atteindre les majeures.

## Carrière
Denis Boucher signe son premier contrat professionnel comme agent libre le 18 août 1987 avec les Blue Jays de Toronto. C'est avec cette équipe de la Ligue américaine qu'il fait ses débuts, devenant le 12 avril 1991 le premier athlète québécois à évoluer au baseball majeur depuis Claude Raymond le 25 septembre 1971.
Les Blue Jays échangent Boucher aux Indians de Cleveland le 27 juin 1991 dans une transaction impliquant cinq joueurs, Mark Whiten et Glenallen Hill prenant aussi le chemin de Cleveland, en retour de Tom Candiotti et Turner Ward.
Libéré par les Indians, Boucher est sélectionné au 72e tour le 17 novembre 1992 par les Rockies du Colorado, dans un repêchage spécial d'expansion visant à composer les alignements des deux nouvelles équipes qui se joignent en 1993 à la Ligue nationale. Il ne joue jamais avec les Rockies, ceux-ci l'échangeant aux Padres de San Diego avant même de jouer leur premier match. Le lanceur québécois prend la route de San Diego en retour de Jay Gainer. Quelques semaines plus tard, le 10 juin 1993, les Expos de Montréal font l'acquisition de Denis Boucher, cédant en retour aux Padres Austin Manahan, un joueur de champ intérieur des ligues mineures. Boucher fait une entrée triomphale au Stade olympique de Montréal le 6 septembre, dans une victoire de 4-3 sur le Colorado devant 45 000 spectateurs. Il demeure dans l'organisation montréalaise comme joueur jusqu'en 1996, mais son dernier match avec les Expos (et dans les Ligues majeures) est joué le 21 mai 1994. Par la suite, il devient instructeur avec cette équipe.
Il joue au total 35 parties dans les majeures, dont 26 comme lanceur partant. Gagnant de 6 victoires contre 11 défaites, sa moyenne de points mérités s'élève à 5,42 en 146 manches lancées, avec 77 retraits sur des prises. Le 6 septembre 1993 pour Montréal contre Colorado, Boucher et Joe Siddall forment le premier duo lanceur-receveur canadien de l'histoire des Ligues majeures.
Lorsque les Expos de Montréal migrent vers Washington et deviennent les Nationals de Washington, Boucher est l'un des rares à continuer à travailler pour la franchise. Il prend le rôle de recruteur au Canada. Son travail consistait à aller voir les parties de ligues mineures partout au pays pour découvrir les nouveaux espoirs canadiens du monde du baseball. Il demeure en poste jusqu'à la fin de la saison 2009 puis en 2010 il est engagé comme recruteur par les Yankees de New-York.
Denis Boucher est instructeur des lanceurs de l'équipe olympique canadienne de baseball, qu'il accompagne en 2004 aux Jeux d'Athènes en 2004, puis à Bejing en 2008. Il est instructeur des lanceurs de l'équipe du Canada aux Classiques mondiales de baseball de 2006, 2009 et 2013.

## Famille
Denis Boucher est père de quatre enfants : Jade Boucher, Corentin Boucher, Loïc-Antoine Boucher et Terrence Boucher[réf. nécessaire]. 